# Monsanto-Tribunal
Das Monsanto-Tribunal (englisch International Monsanto Tribunal) war eine zivilgesellschaftliche Initiative. Es fand vom 14. bis 16. Oktober 2016 in Den Haag als symbolischer Prozess statt, geleitet von öffentlich bestellten Richtern, um zu untersuchen, ob die Geschäfte des US-amerikanischen Unternehmens Monsanto mit den UN-Leitprinzipien für Wirtschaft und Menschenrechte vereinbar sind. Initiator war eine internationale Bürgerinitiative. Betroffene, Landwirte und Wissenschaftler aus fünf Kontinenten wurden zu Schäden für Menschen und Umwelt, die durch Produkte sowie Geschäftspraktiken von Monsanto hervorgerufen worden seien, angehört. Monsanto lehnte eine Teilnahme ab.

## Organisation
Das Monsanto-Tribunal wurde von einer international besetzten zivilgesellschaftlichen Initiative geschaffen, der Monsanto Tribunal Foundation, deren Statuten am 4. Juni 2015 in Kraft gesetzt wurden, um bestimmte Tätigkeiten des Unternehmens Monsanto juristisch zu untersuchen. Zu den Hauptorganisatoren gehörten unter anderem Vandana Shiva, Corinne Lepage, Marie-Monique Robin, Olivier De Schutter, Gilles-Éric Séralini, Hans Rudolf Herren. Offizielle Unterstützer waren u. a. Greenpeace und BUND.
Am 3. Dezember 2015 wurde eine Crowdfunding-Aktion begonnen, um die Kosten für die Vorbereitung und Durchführung zu finanzieren.

## Verfahren
Vorbild für das Monsanto-Tribunal ist das Russell-Tribunal, das als Vietnam-Kriegsverbrechen-Tribunal bekannt wurde, und 1966 von Bertrand Russell sowie Ken Coates und weiteren Beteiligten, ins Leben gerufen wurde.
Das Tribunal fand am 15. und 16. Oktober 2016 im International Institute of Social Studies (ISS) der Erasmus-Universität Rotterdam in Den Haag, Niederlande, statt. Es wurden 30 Zeugen und Experten aus fünf Kontinenten angehört.
Das Verfahren wurde von fünf Juristen bzw. Berufsrichtern aus Argentinien, Belgien, Kanada, Mexiko und dem Senegal geleitet, welche die Aufgaben hatten, aus den Verfahrensergebnissen ein Gutachten auszuarbeiten. Den Vorsitz hatte Françoise Tulkens (Belgien), die vierzehn Jahre lang Richterin am Europäischen Gerichtshof für Menschenrechte war. Gutachter waren: Dior Fall Sow (Senegal), Jorge Fernández Souza (Mexiko), Eleonora Lamm (Argentinien), Steven Shrybman (Kanada). Die einem gerichtlichen Prozess angenäherten Anhörungen und Beweisaufnahmen waren für die Gutachter die Grundlage sechs vorgegebene juristisch relevante Fragen zu beantworten. Die Beantwortung erfolgte als Rechtsgutachten auf Grundlage bestehenden internationalen Rechtes, und die Gutachter gaben auch Empfehlungen für künftige Rechtsnormen.
Françoise Tulkens erklärte gegenüber Le Monde:

„Wir werden kein Urteil aussprechen. Wir werden ein Gutachten abgeben. Genauer gesagt werden wir prüfen, ob die Aktivitäten von Monsanto den gesetzlichen Vorschriften entsprechen, wie sie in den wesentlichen UN-Rechtsinstrumenten existieren. Es handelt sich um ein pädagogisches Tribunal, von dem ich hoffe, dass es Auswirkungen auf die internationalen Menschenrechtsgesetze haben wird.“

## Teilnahme von Monsanto
Monsanto wurde mit Schreiben vom 6. Juni 2016 eingeladen, am Tribunal teilzunehmen. Auf das Schreiben wurde von Monsanto nicht direkt reagiert und das Verfahren fand sodann in Abwesenheit eines Vertreters von Monsanto statt. Von Monsanto wurde ein offener Brief veröffentlicht, der als Beweismittel dem Verfahren beigezogen wurde und hat die Schlussfolgerungen des Tribunals in Den Haag im Vorhinein abgelehnt und als unzutreffend bezeichnet.

## Problemstellung
Teile der von Monsanto hergestellten Produkte, sind umstritten und auch die Geschäftspraktiken, Klagen und das Lobbying werden teilweise kritisch gesehen. Zu den umstrittenen Produkten gehören zum Beispiel gentechnisch verändertes Saatgut von Nutzpflanzen, die Herbizide „Roundup“ (Wirkstoff Glyphosat) und „Lasso“ (Wirkstoff Alachlor). Beispiel für eine unterschiedliche Geschäftspraktik unter Nutzung nationaler Unterschiede ist, dass in Europa die Unterlagen für das Zulassungsverfahren von Glyphosat wegen behaupteter Geschäftsgeheimnisse nicht eingesehen werden können, hingegen diese Einsichtnahme in den USA unter Berufung auf den Freedom of Information Act (FOIA) möglich ist.

## Fragen an das Tribunal
An das Tribunal wurden sechs Fragen gestellt, zu denen die Juristen nach Aufnahme der Beweise ihre rechtlichen Schlussfolgerungen abgeben sollten:
1. Hat das Unternehmen Monsanto durch seine Tätigkeit das Recht auf eine sichere, saubere, gesunde und nachhaltige Umwelt gemäß den internationalen Menschenrechtsnormen (Res. 25/21 des Menschenrechtsrats vom 15. April 2014) im Hinblick auf die Verantwortung, welcher Unternehmen im Rahmen der vom Menschenrechtsrat in seiner Resolution 17/4 vom 16. Juni 2011 verabschiedeten Leitprinzipien für Wirtschaft und Menschenrechte (Guiding Principles for Business and Human Rights) unterliegen, verletzt?
2. Hat das Unternehmen Monsanto durch seine Tätigkeit das Recht auf Nahrung gemäß Artikel 11 des Internationalen Pakts über wirtschaftliche, soziale und kulturelle Rechte, gemäß Artikel 24.2(c) und (e) und 27.3 des Übereinkommens über die Rechte des Kindes, gemäß Artikel 25(f) und 28.1 des Übereinkommens zur Beseitigung jeder Form von Diskriminierung der Frau im Hinblick auf die Verantwortung, welcher Unternehmen im Rahmen der vom Menschenrechtsrat in seiner Resolution 17/4 vom 16. Juni 2011 verabschiedeten Leitprinzipien für Wirtschaft und Menschenrechte unterliegen, verletzt?
3. Hat das Unternehmen Monsanto durch seine Tätigkeiten das Recht auf das erreichbare Höchstmaß an Gesundheit gemäß Artikel 12 des Internationalen Pakts über wirtschaftliche, soziale und kulturelle Rechte, oder das Recht des Kindes auf das erreichbare Höchstmaß an Gesundheit gemäß Artikel 24 des Übereinkommens über die Rechte des Kindes im Hinblick auf die Verantwortung, welcher Unternehmen im Rahmen der vom Menschenrechtsrat in seiner Resolution 17/4 vom 16. Juni 2011 verabschiedeten Leitprinzipien für Wirtschaft und Menschenrechte unterliegen, verletzt?
4. Hat das Unternehmen Monsanto die zu wissenschaftlicher Forschung unerlässliche Freiheit gemäß Artikel 15 Absatz 3 des Internationalen Pakts über wirtschaftliche, soziale und kulturelle Rechte sowie das Recht auf freie Meinungsäußerung gemäß Artikel 19 des Internationalen Pakts über bürgerliche und politische Rechte im Hinblick auf die Verantwortung, welcher Unternehmen im Rahmen der vom Menschenrechtsrat in seiner Resolution 17/4 vom 16. Juni 2011 verabschiedeten Leitprinzipien für Wirtschaft und Menschenrechte unterliegen, verletzt?
5. Hat sich das Unternehmen Monsanto zum Komplizen eines Kriegsverbrechens gemäß Artikel 8 Absatz 2 des Statuts des Internationalen Strafgerichtshofs durch die Lieferung von Materialien an die Armee der Vereinigten Staaten von Amerika im Rahmen der im Jahre 1962 in Vietnam eingeleiteten Operation „Ranch Hand“ gemacht?
6. Erfüllen die in der Vergangenheit und Gegenwart erfolgten Tätigkeiten des Unternehmens Monsanto den Tatbestand des Ökozids, eines Verbrechens, das darin besteht, eine schwerwiegende Schädigung der Umwelt oder die Zerstörung derselben zu bewirken, um großflächige Gemeindeländereien oder Ökosystemleistungen, von denen bestimmte menschliche Gemeinschaften abhängig sind, auf verheerende und dauerhafte Weise zu beeinträchtigen?

## Ergebnis
Am 18. April 2017 haben die fünf Richter des Monsanto-Tribunals ein sechzigseitiges Gutachten veröffentlicht. Monsanto wurde der Verbrechen gegen die Menschlichkeit und gegen die Umwelt beschuldigt, unter anderem wegen der Vermarktung giftiger Produkte, die Tausende von Menschen getötet hätten, wie polychlorierte Biphenyle (PCB), Glyphosat (Bestandteil von Herbiziden wie Roundup) oder 2,4,5-Trichlorphenoxyessigsäure (ein Bestandteil des Entlaubungsmittels Agent Orange, das während des Vietnamkrieges von US-Militärflugzeugen versprüht wurde). „Monsanto betreibt Praktiken, die schwerwiegende Auswirkungen auf die Umwelt haben“, sagten die Richter. Aktivitäten, die ihrer Meinung nach die Rechte von indigenen Völkern und lokalen Gemeinschaften beeinträchtigen. Das Recht auf Nahrung und Gesundheit würde ebenfalls verletzt, unter anderem dadurch, dass Monsanto Böden, Wasser und die Umwelt allgemein geschädigt habe. Das Gericht ging auch auf die „aggressive Vermarktung von GVO-Saatgut“ ein, die diese Rechte einschränke, „indem sie die Landwirte zwingen, Anbaumethoden anzunehmen, die die Praktiken traditioneller Kulturen nicht respektieren“. Die fünf Richter verurteilten auch Monsantos Praktiken die Freiheit der wissenschaftlichen Forschung zu untergraben sowie die „Meinungsfreiheit und das Recht auf Zugang zu Informationen“.
Zu den Fragen 5 und 6 kam das Gericht zu keinen endgültigen Schlussfolgerungen. Zum Ökozid befanden die Richter, wenn dieses Delikt im internationalen Strafrecht existieren würde, „könnten die Aktivitäten von Monsanto möglicherweise das Verbrechen Ökozid darstellen“. Zu der Mitschuld Monsantos an Kriegsverbrechen im Vietnamkrieg seien „keine relevanten Beweise“ vorgelegt worden, sie könne aber aufgrund der Zerstörung der Umwelt und des Schadens, den das vietnamesische Volk erlitten hat, nicht ausgeschlossen werden, da Monsanto „die Mittel gegeben hat, um Krieg in Vietnam zu führen“ und seine schädlichen Auswirkungen auf die Gesundheit und die Umwelt gekannt habe.
Es wurden die Empfehlungen ausgesprochen, dass
- die Umwelt im internationalen Recht besser geschützt werden muss;
- Ökozid als Straftat im Völkerrecht festgelegt werden soll;
- im Rahmen der Vereinten Nationen der internationale Rechtsschutz von Individuen verbessert und die Verantwortlichkeit von Unternehmen vor dem Internationalen Strafgerichtshof eingeklagt werden kann.

Das Ergebnis des Tribunals ist nicht rechtsverbindlich, und es kann auch kein Zwang zur Umsetzung der Ergebnisse ausgeübt werden.

## Kritik
Die NZZ kritisierte, dass im Monsanto-Tribunal nur „Zeugen der Anklage“ aufgetreten sind, welche gegen Monsanto Position bezogen haben. Monsanto hat zwar freiwillig auf eine Teilnahme verzichtet, dennoch wurde dem Unternehmen im Verfahren kein „Pflichtverteidiger“ oder ähnliches beigegeben. Am „Pranger“ stehe auch nicht nur Monsanto, sondern die gesamte industrielle Landwirtschaft. Das Verfahren wurde von der  FAZ als „maskierter Schauprozess“ wie bereits bei den Russell-Tribunalen bezeichnet. Auch von Forbes wurde das Tribunal als „Fake-Prozess“ bezeichnet, dessen Urteil von vornherein festgestanden habe. In einer offiziellen Zusammenfassung des Gutachtens wurde der Name des Unternehmens mit einem Dollarzeichen geschrieben („MON$ANTO“). Die Leitung des Tribunals habe Monsanto als symbolischen Sündenbock verwendet, um Missinformationen über das moderne Lebensmittelsystem zu verbreiten. Die Beweisaufnahme sei einseitig verlaufen und habe sich zum großen Teil auf Theatralik gestützt, darunter Sketche, Performances und Kurzfilme.
In einem Interview mit dem Deutschlandfunk erklärte Renate Künast zum symbolischen Tribunal gegen Monsanto: „Wenn Regierungen und das Strafrecht nicht helfen, Schäden an Menschen oder an der Umwelt irgendwie zu sanktionieren, dann wählt man hier halt eine bildhafte Sprache.“

## Dokumentarfilm
- Roundup, der Prozess (Seite nicht mehr abrufbar, festgestellt im November 2021. Suche in Webarchiven) (französisch Roundup face à ses juges). Regie: Marie-Monique Robin, Frankreich 2017, Arte France, 90 Minuten (online verfügbar bis 16. Dezember 2017)